# Šare, Sjenica
Šare (izvirno srbsko Шаре) je naselje v Srbiji, ki upravno spada pod Občino Sjenica; slednja pa je del Zlatiborskega upravnega okraja.

## Demografija
V naselju živi 179 polnoletnih prebivalcev, pri čemer je njihova povprečna starost 34,6 let (35,0 pri moških in 34,3 pri ženskah). Naselje ima 56 gospodinjstev, pri čemer je povprečno število članov na gospodinjstvo 4,46.
Po podatkih popisa iz leta 2002 prebivalstvo v celoti predstavljajo Bošnjaki.
|  |

| Demografija | Demografija     | Demografija     |
| Leto        | Št. prebivalcev | Št. prebivalcev |
| ----------- | --------------- | --------------- |
|             |                 |                 |
|             |                 |                 |
|             |                 |                 |
|             |                 |                 |
| 1948        | 487             |                 |
| 1953        | 530             |                 |
| 1961        | 515             |                 |
| 1971        | 272             |                 |
| 1981        | 263             |                 |
| 1991        | 434             | 404             |
| 2002        | 430             | 250             |
|             |                 |                 |

| Etnična sestava po popisu iz leta 2002 | Etnična sestava po popisu iz leta 2002 | Etnična sestava po popisu iz leta 2002 | Etnična sestava po popisu iz leta 2002 | Etnična sestava po popisu iz leta 2002 |
| -------------------------------------- | -------------------------------------- | -------------------------------------- | -------------------------------------- | -------------------------------------- |
| Bošnjaki                               | Bošnjaki                               |                                        | 250                                    | 100,0%                                 |
| Neznano                                | Neznano                                |                                        | 0                                      | 0,0%                                   |